# Llave ajustable

Llave inglesa

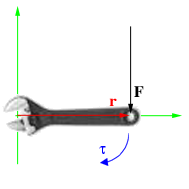
Par de giro aplicado mediante una llave inglesa

La llave ajustable, también llamada llave inglesa (en España y algunos países de Hispanoamérica), y llave francesa o pulsiana (Chile), es una herramienta manual utilizada para aflojar o ajustar tuercas y tornillos. Su característica más distintiva radica en la abertura de su boca, que es regulable, lo que le permite adaptarse a diferentes medidas de pernos o tuercas; esta característica la diferencia de las llaves comunes, las cuales poseen un tamaño fijo.
La llave ajustable posee una mordaza compuesta por una parte fija y otra móvil comandada por un tornillo sin fin ubicado en la base de la boca, lo cual permite que se adapte a las distintas medidas de las tuercas y tornillos. La parte interior de la boca es lisa para que no produzca melladuras en las tuercas o cabezas de tornillos.
Existen muchas formas de llave ajustable, desde las llaves afirmadas mediante cuña, las cuales necesitan un martillo para ajustar la cabeza móvil, hasta las modernas que se regulan mediante rosca.

## Historia
No se sabe a ciencia cierta quién inventó esta herramienta, pero las primeras llaves ajustables fueron desarrolladas por el ingeniero inglés Edwin Beard Budding (1795-1846), quien reemplazó la cuña por un tornillo de ajuste; el acoplamiento del tornillo a la cuña de ajuste también suele atribuirse al sueco Johan Petter Johansson, un herrero de la ciudad de Enköping, quien patentó el invento en 1892. Para su oficio se veía obligado a llevar consigo un gran número de llaves fijas, pesadas y voluminosas. La necesidad de una llave ajustable se concretó así en la herramienta de servicio más utilizada del mundo.

## Características de la llave inglesa
Las llaves inglesas son llaves ajustables para todos los tipos de tornillos, empleadas para el montaje de tornillos y tuercas. Estas herramientas están construidas con acero de gran resistencia y dureza. La boca está ligeramente inclinada respecto al eje del mango para facilitar la operación de ajuste.
La diferencia entre la llave inglesa y las llaves fijas estriba en la capacidad de la primera de ceñir su boca a la medida del elemento que va a montar, haciendo posible el uso de una misma herramienta para una infinidad de medidas posibles, lo cual requeriría un gran número de llaves fijas.
La primitiva versión de llave inglesa, que consistía en una llave ajustable por cuñas, tiene un origen desconocido, pero las primeras versiones de llave con tornillo se atribuyen a Edwin Beard Budding (1795-1846) y al sueco Johan Petter Johansson, quien las patentó en 1892. Dicho herrero habría inventado esta herramienta para sustituir el pesado juego de llaves fijas que debía transportar para su oficio. Por tanto, el origen de esta herramienta está en la necesidad de un instrumento capaz de cubrir un gran espectro de usos.
Algunas de las variantes de llave ajustable son la llave de grifa o Stillson y la llave de perro.
La llave Stillson se utiliza en fontanería y su parte móvil se desplaza mediante un tornillo sinfín, pero su boca se encuentra perpendicular al mango, lo cual facilita el ajuste. La parte interior de la boca presenta un dentado que le permite roscar y desenroscar elementos con cabeza circular.